# Марк Клавдий Марцелл (претор)
Марк Кла́вдий Марце́лл (лат. Marcus Claudius Marcellus) (около 225—169 год до н. э.) — римский политический деятель.
Марк Клавдий Марцелл — городской претор в 188 году до н. э.; распорядился, чтобы фециалы выдали избивших карфагенских послов Луция Минуция Миртила и Луция Манлия карфагенянам.
В 169 году до н. э. источники упоминают двух Марков Клавдиев Марцеллов:
- легата Квинта Марция Филиппа в войне против Персея Македонского[4];
- умершего в этом году децемвира священнодействий[5].